# Suck My Dick
Suck My Dick (vulg. engl. für „Lutsch meinen Schwanz“) ist der fünfte Spielfilm des deutschen Regisseurs Oskar Roehler. Er entstand 2001.

## Handlung
Der Film erzählt die Geschichte des erfolgreichen Autors Dr. Jekyll. Eines Tages löst sich eine seiner erfundenen Figuren, Hyde, aus der Geschichte heraus und tritt in Jekylls Leben. Hyde nimmt Jekyll mit Hilfe der Fee Jeanny den Penis, später auch seine Haare und seine Zähne weg und verdrängt ihn zunehmend aus seinem erfolgreichen Leben.
Neben der vordergründigen Darstellung männlicher Urängste wie Impotenz, Macht- und Identitätsverlust setzt sich Roehler auch mit den Ideen des französischen Schriftstellers Michel Houellebecq auseinander. Nach und nach verliert Dr. Jekyll alle in der Konsumgesellschaft mit Erfolg verbundenen Symbole, um schließlich deren Bedeutungslosigkeit als persönliches Glück zu erkennen.

## Kritik
„Was als Sexualfarce über männliche Kastrations- und Verlustängste beginnt, weitet sich zur bitterbösen Gesellschaftssatire aus, die mit grellen Mitteln und einer mitunter hysterischen Grundstimmung eine Generalabrechnung mit den Zuständen in unserer Republik sucht. Hervorragende, bis zur Selbstaufgabe bereite Darsteller tragen die pointiert-widerborstige, durchaus schmerzhafte Satire, die insgesamt aber zwiespältig bleibt: Der permanente Einsatz von Überzeichnungen und vulgären Elementen trägt eher zur Abstumpfung als zur tieferen Auseinandersetzung mit Zeitströmungen bei.“

„"Suck My Dick" markiert die Rückkehr zum Berliner Hinterhof-Film der achtziger Jahre: Aus Budgetgründen auf 16 mm gedreht, fühlt sich der Betrachter allerdings eher an verwackelte Super 8-Homemovies erinnert. Plump inszeniert, kein noch so breitgetretenes Klischee auslassend, dialogarm, dafür reich an Fäkaliensprache und ohne wirkliche visuelle Überraschungseffekte ist Roehlers "Generalabrechnung" mit der neuen Berliner Republik als Gesellschaftskomödie zu unwitzig und für Trash-Freunde zu langweilig.“